# Izbori za Dalmatinski sabor 1889.
Izbori za Dalmatinski sabor, parlament habsburške upravne jedinice Kraljevine Dalmacije za novoformirani Dalmatinski sabor 1889. godine.

## Izborni sustav
Dalmatinski sabor se sastojao od 43 zastupnika, od čega se 41 biralo, a 2 su bili virilisti: nadbiskup Zadarske nadbiskupije i pravoslavni episkop. Sabor se sastajao u Zadru.

Zastupnički mandat je trajao 6 godina, a dok je trajao, birači ga nisu mogli opozvati. Mandat nije bio ograničen. Zastupnički kandidat je morao imati 30 ili više godina da bi mogao imati izborno pravo. 

Izborno pravo nije bilo sveopće; smjelo je glasovati samo bogatije i obrazovanije pučanstvo, kojih je bilo 12%, a ni po kurijama nije bilo isto. Žene nisu smjele glasovati. Glas odnosno utjecaj svakog birača nije bio jednak, nego su izbori bili organizirani po društvenim slojevima. Sve skupa, favorizirao je gradsko i bogatije biračko tijelo.

Sabor je sazivao i raspuštao car.

Izbori su se sprovodili prema Izbornom redu donesenom 1860. i takav je ostao dok nije prestala postojati Austro-Ugarska. Sprovodio se po izbornim kurijama (razredima), a za Kraljevinu Dalmaciju su bile predviđene veleporeznička kurija, kurija gradova, kurija trgovačko-obrtničkih komora te kurija vanjskih ili seoskih općina. 

Sustav je davao prednost bogatom sloju stanovnika, njih oko 10%, koji su bili grupirani u veleporezničku, kuriju gradova te kuriju trgovačko-obrtničkih komora. Uz to, ondje su izbori bili neposredni, a te tri kurije su davale 21 zastupnika.

S druge strane, preostalih 90% stanovnika iz kurije vanjskih ili seoskih općina je moglo birati samo 20 zastupnika i to posredno, odnosno preko biranih birača. Birani birači su se izabirali za svakih 500 stanovnika (ponegdje je prag bio manji). 

U kuriji vanjskih ili seoskih općina su imali pravo birati i biti izabrane muške osobe s 24 i više godina, no dobni prag nije bio ona "previsoka letvica". Najveću prepreku je predstavljao imovinski prag, kojeg je predstavljala najniža porezna stopa (barem 1 fiorin izravnog poreza godišnje). Čak i to je bio preveliki filtar koji je izbacivao iz biračkog stroja veliku većinu stanovništva Kraljevine Dalmacije (seljaka krajnje niskog imovinskog i obrazovnog statusa), najsiromašnije habsburške pokrajine. Tako je i u ovoj podređenoj kuriji bio okljaštren interes većine stanovnika Kraljevine Dalmacije, jer jednostavno nisu mogli birati.

Nakon što bi se izabrali posredni birači, ti posredni birači bi na sastanku u sjedištu svog izbornog kotara glasovanjem izabrali zastupnika za Dalmatinski sabor.

## Rezultati
| Stranka                  | Mjesta |
| ------------------------ | ------ |
| Narodna hrvatska stranka | 26     |
| Srpska stranka           | 9      |
| Autonomaška stranka      | 6      |
| Total                    | 41     |